# 14141 Demeautis
14141 Demeautis è un asteroide della fascia principale. Scoperto nel 1998, presenta un'orbita caratterizzata da un semiasse maggiore pari a 2,3191451 UA e da un'eccentricità di 0,1963485, inclinata di 4,55817° rispetto all'eclittica.
L'asteroide è dedicato all'astronomo francese Christophe Demeautis.